# 夏川しずく
夏川 しずく（なつかわ しずく、1985年10月2日 - ）は、日本のAV女優。イオンプロモーション所属。
趣味、特技：料理。

## 略歴
- 2006年に『初公開』でAVデビュー。

## 作品

### アダルトビデオ
2006年
- 初公開（9月1日、MOODYZ）
- ミニマムモザイクvol.1（10月1日、MOODYZ）
- 初ロケ（11月1日、MOODYZ）
- 極・風俗遊戯 7つのコスチュームプレイ（12月1日、MOODYZ）

2007年
- 生中出しSEX20発（1月1日、MOODYZ）
- ぶっかけ（2月1日、MOODYZ）
- イカセ地獄（3月1日、MOODYZ）
- 人妻ロワイアル（3月23日、TMA）他出演:風間ゆみ、翔田千里、咲月めい
- 17本番（4月1日、MOODYZ）
- Bath room 7（4月7日、フリービジョン）他出演:姫川りな、瀬咲るな
- 爆乳中出しFUCK（4月12日、隼エージェンシー）
- フェラコレ2007春SP（4月12日、隼エージェンシー）他多数出演
- 巨乳女教師（4月18日、光夜蝶）
- 超巨乳AMAZING BEST4時間（8月1日、NIRVANA）他出演:@YOU、風間ゆみ、和希結衣、小向杏奈、白雪彩、友崎亜希、星ありす
- 32人の乳もみインタビュー 4時間（8月10日、TMA）他31名出演